# Tossal del Petxango
El Tossal del Petxango és una muntanya de 210 metres que es troba al municipi de Sarroca de Lleida, a la comarca catalana del Segrià.